# とちぎメディカルセンター
一般財団法人とちぎメディカルセンター（英語: Tochigi-Medical-Center、TMC）は、2013年4月1日に設立された一般財団法人。2020年7月現在、医療機関・保健福祉施設を合わせて3か所運営している。
栃木県栃木市の本部事務局はとちぎメディカルセンター 総合健診センターの敷地内にある。

## 歴史

### 病院再編と法人の設立（2009-2013）
下都賀郡市医師会の管内（栃木市と下都賀郡壬生町、以下「栃木地区」）では、下都賀総合病院、とちの木病院、下都賀郡市医師会病院の3つの病院が急性期医療を担い、互いに機能の重複があった。下都賀総合病院は老朽化に伴う新築移転が検討され、折しも2009年（平成21年）の日本国の補正予算で創設された地域医療再生基金から、二次医療圏を対象として最大100億円を交付する臨時医療再生交付金の制度が整ったため、これを利用することを決定し、栃木県庁では下都賀総合病院の新築を柱として交付金申請に着手した。
しかし、栃木地区を含む県南地域医療圏には小山市民病院（現・新小山市民病院）もあり、同じく老朽化が進行していたため、小山市は同院と下都賀総合病院の統合再編を主張した。結局、県は交付金を下都賀総合病院と小山市民病院の双方の整備に充当することで幕引きを図り、申請したが、政権交代により民主党が自民党政権下の予算見直しを断行した結果、交付金の獲得には成功したものの、25億円に減額されてしまった。その後、見直し結果の見直しが行われ、三次医療圏（都道府県）を対象とした、病院数削減を伴う統合再編を行うならば最大120億円を交付する制度が創設された。
この間、下都賀総合病院の運営主体であった栃木県厚生農業協同組合連合会（JA栃木厚生連）は、施設の老朽化や医師不足を背景とする経営難のため、同院の運営から撤退することを発表した。これに対し、とちの木病院を運営する医療法人の理事長は、栃木市長にとちの木病院と下都賀総合病院の統合再編私案を提示した。一方、下都賀郡市医師会は県庁に下都賀郡市医師会病院と下都賀総合病院の統合案を示した。栃木市当局は県庁との相談を通して、2つの病院が別個に下都賀総合病院との統合を検討していることを知り、3つの病院の統合再編を提案し、上記の交付金獲得を目指した。3病院の統合再編案は日本政府の有識者会議で高い評価を得て、30億円が再編費に充当されることとなった。この30億円に、先に獲得した臨時医療再生交付金からの5億円を加えた計35億円が再編整備費に充当されることが決まった。
県による国からの交付金申請の裏で、栃木市では2010年（平成22年）7月の「栃木市地域医療確保対策会議」の設置を皮切りに3病院の統合再編の具体化を進め、まずは2013年（平成25年）4月に一般財団法人とちぎメディカルセンターを設立し、3病院の運営法人を一元化した。

### 法人設立後（2013-）
一般財団法人とちぎメディカルセンター（略称：TMC）は、運営主体の異なる3つの病院の出身者で構成されたため、共同代表制を採用し、各病院の代表者が代表理事に就任した。また事業計画は単年度分しか策定しなかった。しかし、経営責任の明確化を栃木県議会が求めたため、後に理事長制へ移行し、副知事や大学病院関係者を歴代理事長に迎え入れて経営強化を図ることとなった。事業計画の面では金融機関からの融資を受けるために立てた中期経営計画を元に、償還と戦略的な経営を推進した。実勢は、設立初年度に入院患者減と統合に伴う経費増で経常赤字、翌2014年（平成26年）度は非課税法人から課税対象へ変化したことによる租税負担の発生で赤字が拡大するという厳しい船出となった。
一方、栃木市では、新病院の建設用地確保と造成、施設整備補助金の交付、運転資金の貸し付けを行ってTMCを支援した。そして2016年（平成28年）に下都賀総合病院を新築移転する形で「とちぎメディカルセンターしもつが」が開院し、とちの木病院は「とちぎメディカルセンターとちのき」へ、下都賀郡市医師会病院は「とちぎメディカルセンター総合医療支援センター」へ再編された。同年以降、入院患者数や介護老人保健施設の入所者数・通所者数が増加基調を示し、経常収支は2018年（平成30年）度に初の黒字を実現した。

### 年表
- 2013年4月1日 JA下都賀総合病院、下都賀郡市医師会病院、医療法人陽気会とちの木病院を統合し法人設立
- 2016年
  - 4月30日 とちぎメディカルセンター下都賀総合病院 閉院
  - 5月1日 とちぎメディカルセンターしもつが 開院

## 運営する施設

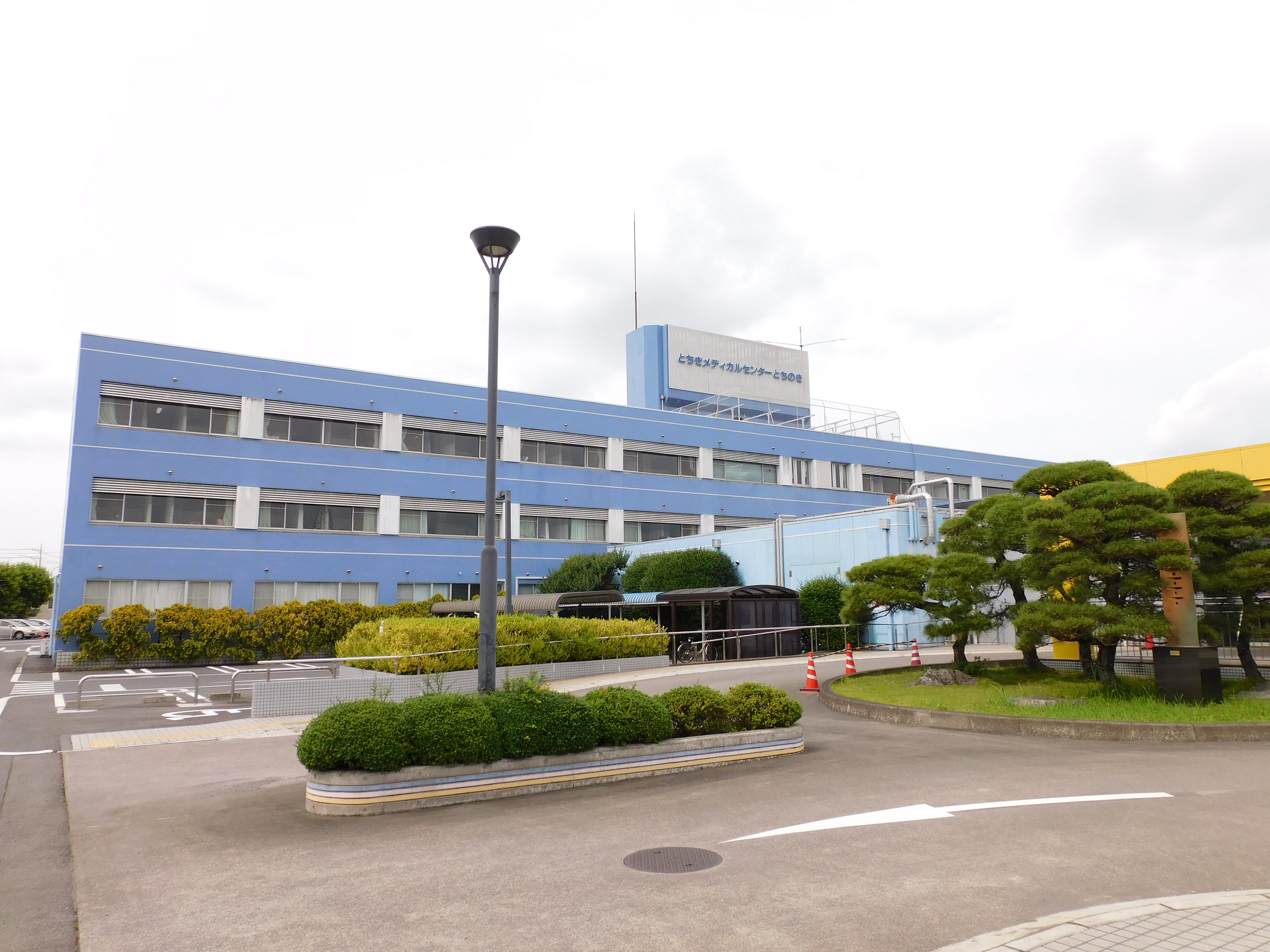
とちぎメディカルセンターとちのき

- とちぎメディカルセンター総合医療支援センター（栃木市境町27-21）
  - 旧下都賀郡市医師会病院の敷地を利用する[3]。介護老人保健施設とちぎの郷、訪問看護ステーション、居宅介護支援事業所、総合健診センターの4部門から成る[3]。介護老人保健施設の機能は旧とちのき病院から移したもので、定員は50人から100人に増加した[3]。敷地内に財団法人とちぎメディカルセンター本部[3]と下都賀郡市医師会を併設する[4]。
- とちぎメディカルセンター しもつが（栃木市大平町川連420-1）
  - 旧下都賀総合病院を新築移転する形で設置した[3]。栃木地区の救急医療の拠点と位置付けられ、がん治療や脳卒中に関しては栃木県の中核病院となっている[3]。外来患者は旧とちのき病院から当院へ集約された[3]。
- とちぎメディカルセンター とちのき（栃木市大町39-5）
  - 旧とちのき病院を増築改修する形で設置した[3]。旧とちのき病院時代は救急医療も担っていたが、TMCしもつがとの機能分担により、療養・緩和ケア・回復期リハビリテーション・地域包括ケアなどに特化することとなった[14]。また介護老人保健施設としての機能はTMC総合医療支援センターへ移った[14]。